# 聖禮拜堂

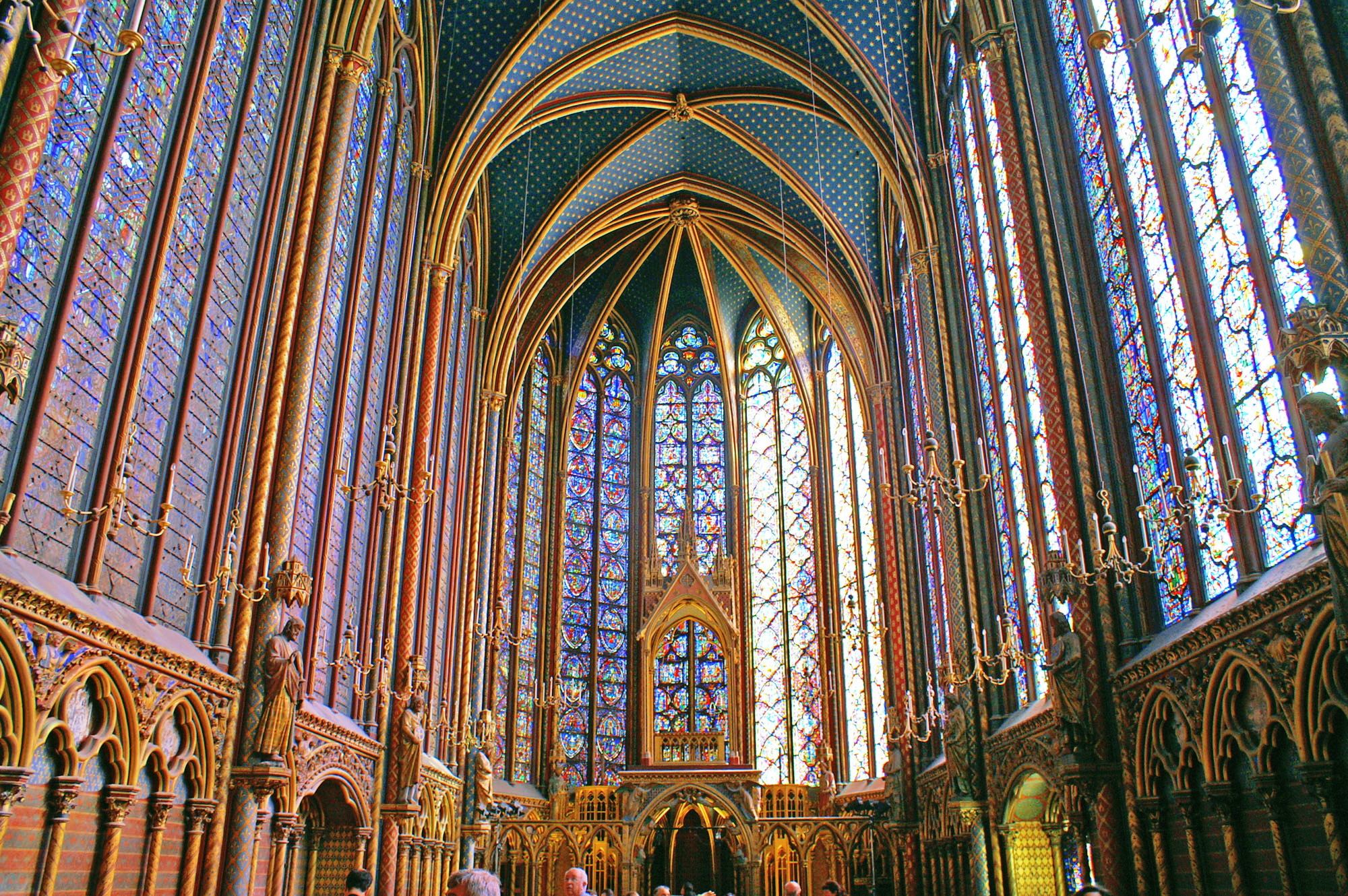
聖禮拜堂上層的小聖堂，由聖路易九世建於1242年至1248年間，並與19世紀經建築家Félix Duban修建

巴黎圣礼拜教堂（法語：La Sainte-Chapelle），是法国巴黎市西堤岛上的一座哥德式礼拜堂。聖路易九世下令兴建，于1243年至1248年间修建而成。教堂建造了3年，成连贯样式，这非常少见。
建造的目的在于保存耶穌受难時的圣物，如受难时所戴的荊冠、受难的十字架碎片等。路易九世在教堂和圣物上花费了大量的金钱，其荆冠购得之价钱，比修建圣礼拜堂的花费更为昂贵。教堂内更高一层保存着最重要的圣物，同时连接到路易九世的私人住所。
教堂窗户为彩色窗户拼图，色彩鲜艳，神秘感十足。窗户上的彩画叙述了耶稣的故事以及告诉人们这些圣物是怎样带回来法国的。
目前教堂内除了举办定期的弥撒外，还是一个另人深爱的音乐会举办场所。这里的音乐会常年举办，每天门口都排了等待入场听音乐会的长队。除了巴黎歌剧院的演出，这里是世界各地乐迷游客必到的地方。音乐会曲目也十分丰富，经常听能到维瓦尔第的优美作品《四季》。

## 外部連結
- Sainte-Chapelle （页面存档备份，存于） （法文）
  - Sainte-Chapelle （页面存档备份，存于） （英文）

Template:巴黎名胜